# Jean de Locquenghien
Jean de Locquenghien (Bruxelles (?), 27 gennaio 1518 – Pamele, 4 aprile 1574) è stato assessore, borgomastro e amman di Bruxelles. Il 16 giugno 1550, come borgomastro di Bruxelles, diede il primo colpo di pala alla costruzione del canale marittimo da Bruxelles alla Schelda. 
Membro del lignaggio di Sleeus e membro di una famiglia al servizio di Carlo V, fu primo assessore dal 1547 al 1548, borgomastro nel 1549, 1550 e 1553 e tesoriere dal 1551 al 1552. Nel 1554 divenne amman di Bruxelles, carica che mantiene fino alla sua morte. Morì a Pamele, vicino a Oudenaarde, il 1º aprile 1573 o 1574.